# The Technomancer
The Technomancer ist ein Action-Rollenspiel des französischen Entwicklerstudios Spiders, das am 16. Juni 2016 für Windows, PlayStation 4 und Xbox One erschienen ist. Das Spiel ist ein Nachfolger des 2013 veröffentlichten Titels Mars: War Logs und spielt auf dem in der Zukunft von Menschen besiedelten Mars.

## Handlung
200 Jahre nach der Besiedelung des Mars durch die Menschen sorgt die zunehmende Wasserknappheit für Spannungen und kriegerische Auseinandersetzungen auf dem Roten Planeten. Da der Planet außerdem aus seiner Umlaufbahn driftet, steigt die Sonneneinstrahlung massiv an und führt zu Mutationen. Der Kontakt zur Erde ist ebenfalls abgerissen. In diesem Umfeld dient der frischgebackene Ordnungshüter Zachariah in der Stadt Ophir als Elitepolizist mit besonderen Fähigkeiten. Als sogenannter Technomancer kann er elektrische Energie manipulieren. In seiner Funktion gerät er zwischen die Fronten der verfeindeten Fraktionen.

## Spielprinzip
Die Spielfigur Zachariah ist vorgegeben, der Spieler kann das optische Erscheinungsbild jedoch modifizieren. Der Spieler steuert Zachariah direkt und zunächst allein aus einer Third-Person-Perspektive. Später kommen zwei autark agierende Begleiter hinzu, denen der Spieler während der in Echtzeit ausgetragenen Kämpfe taktische Anweisungen geben kann. Zachariah kann zwischen unterschiedlichen Kampfstilen wechseln, die sich u. a. durch unterschiedliche Waffengattungen und Kampfmanöver auszeichnen. Hinzu kommen die Technomancer-Zauberfähigkeiten. Für erfolgreiche Kämpfe und erfüllte Aufträge erhält der Spieler Erfahrungspunkte und kann so allmählich seine Spielfigur weiterentwickeln und neue Fähigkeiten erlernen. Spielerisch ergeben sich oft unterschiedliche Lösungsansätze (Kampf, Schleichen, Diplomatie). Durch seine Handlungen baut der Spieler außerdem einen Ruf und Karma auf, auf die die Umwelt im Spiel entsprechend reagiert.

## Rezeption
The Technomancer erhielt gemäß Metacritic gemischte Kritiken (60 (PS4), 68 (XOne) bzw. 56 (Win) von 100).

„Billig produziert und ohne frische Zutaten stillt das Action-Rollenspiel auf dem Mars den Spielehunger – wenn man nicht zu viel erwartet.“

„Ja, ‚The Technomancer‘ schwächelt bei Präsentation und KI-Verhalten. Dennoch bleibt unterm Strich ein erstaunlich unterhaltsames Action-Rollenspiel mit gelungenem Kampfsystem, gut austariertem Schwierigkeitsgrad, solide erzählter Story und interessanten Entscheidungssituationen.“

“The Technomancer seems like an RPG inspired by the greats of the genre, but it never really understands the fundamental elements that made them great. It has all the moving parts of a mid-2000s BioWare game but lacks technical polish and storytelling finesse to a sometimes painful degree.”

„The Technomancer wirkt wie ein Rollenspiel, das von den Größen des Genres inspiriert wurde, aber niemals die grundlegenden Elemente verstanden hat, die diese Titel so großartig gemacht haben. Es hat alle einzelnen Bestandteile eines BioWare-Spiels Mitte der 2000er, lässt aber technisches Feintuning und erzählerische Finesse zu einem bisweilen schmerzhaften Grad vermissen.“

IGN bezeichnete The Technomancer als einen Vertreter eines allmählich entstehenden B-Spiele-Bereichs (in Anlehnung an B-Movie), dessen Vertreter nicht zuletzt wegen des geringeren Budgets technisch und inhaltlich nicht mit den Blockbuster-Produktionen mithalten können. Dafür enthielten sie zahlreiche Ideen und Ansätze, die ihnen zu einer loyalen Fangemeinde und – trotz mitunter vernichtenden Kritiken nach Veröffentlichung – langfristig bescheidenen Erfolg verhelfen würden.